# 쓴메밀

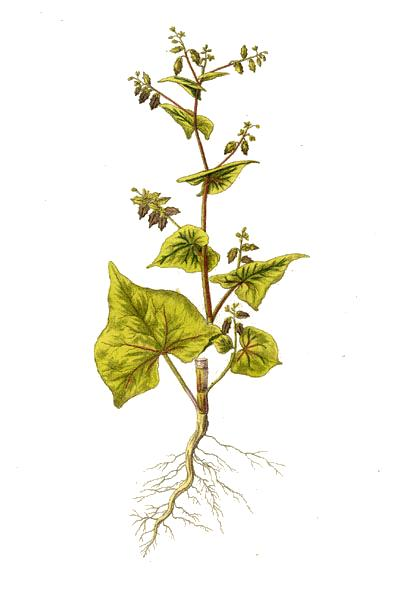

쓴메밀(Fagopyrum tataricum), 타르타리 메밀(Tartary buckwheat)은 마디풀과에 속하는 마디풀속의 가정용 식품 식물이다. 같은 속의 다른 종인 일반 메밀과 함께 흔히 곡물로 간주되지만 메밀은 실제 곡물과 밀접한 관련이 없다.
타르타리 메밀은 일반 메밀보다 더 쓴맛이 나고 루틴을 더 많이 함유하고 있다. 또한 플라보노이드, 페놀산, 2-하이드록시벤질아민 및 퀘르시트린과 같은 기타 생리활성 성분도 함유하고 있다.